# Marathon de Munich

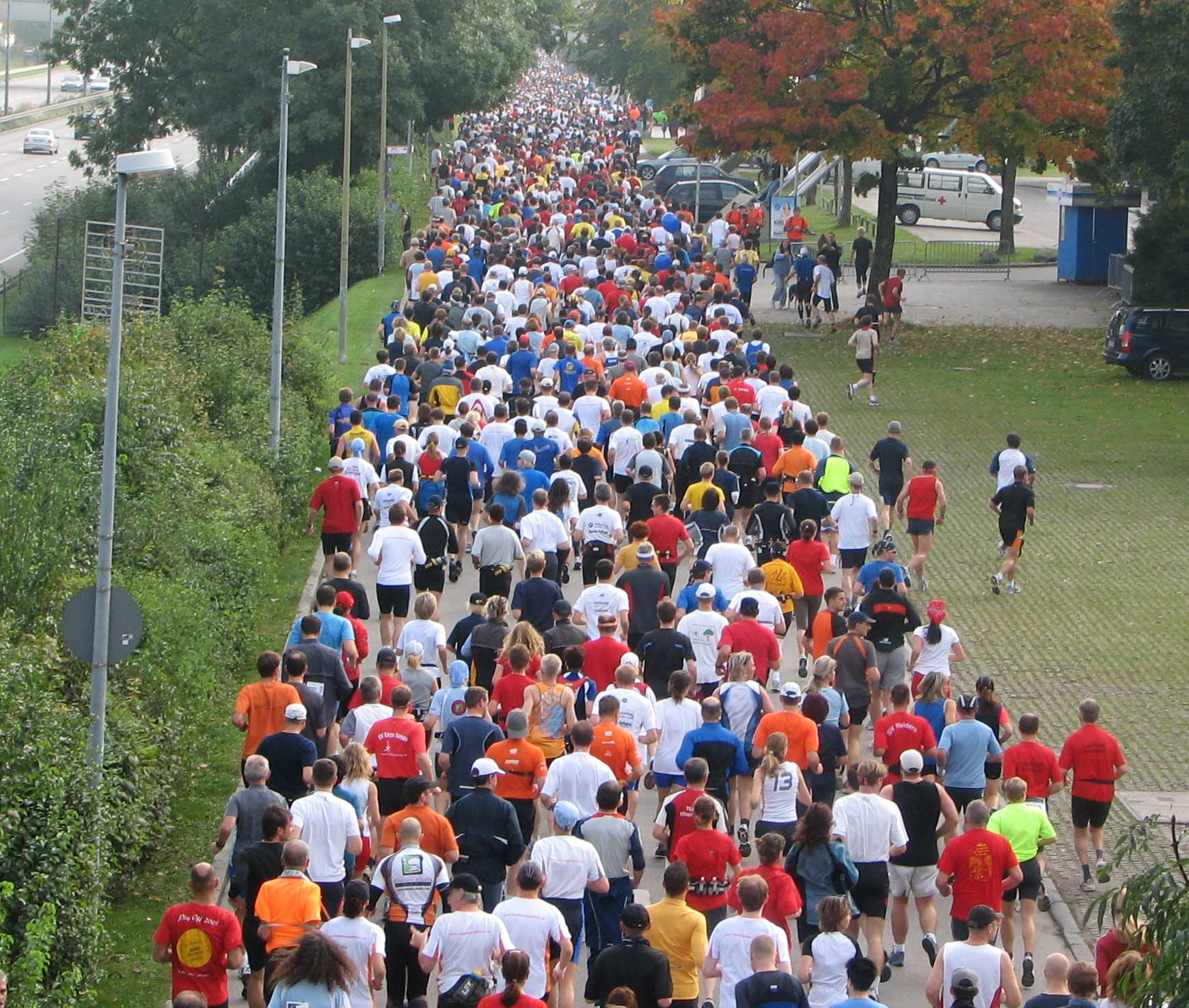
Marathon de Munich 2005

Le marathon de Munich (München-Marathon) est une course pédestre de 42,195 km à Munich. Il a lieu début octobre, c'est un des plus populaires marathons allemands.

## Parcours
Le parcours part du stade olympique (JO de 1972) dans le centre, puis à l'ouest de la ville, le Jardin Anglais et retourne au stade olympique. Le dénivelé est de 100 mètres seulement, avec une côte de 15 m au 15e kilomètre.

## Historique
La première édition date de 1983. En 2000, un nouveau parcours plus roulant est en place, mais il est trop monotone. L'année suivante, en 2001, le parcours actuel est adopté.
En 2004, l'épreuve atteint le record de 9 041 arrivants (7 508 hommes et 1 533 femmes). En 2006, 2012, 2013 et 2014, l'événement est également le support du championnat d'Allemagne de marathlon, et pour ces quatre années, les marathoniens allemands et les marathoniennes allemandes ont remporté toutes les courses.

## Record de l'épreuve
- Record masculin : 2 h 09 min 46 s pour Michael Kite (Kenya) en l'an 2000.
- Record féminin : 2 h 32 min 11 s pour Susanne Hahn (Allemagne) en 2012.

## Palmarès
| Édition | Année | Homme               | Homme                | Homme           | Femme                 | Femme     | Femme           | Arrivants | Dont hommes | Dont femmes |
| Édition | Année | Athlète             | Pays                 | Temps           | Athlète               | Pays      | Temps           | Arrivants | Dont hommes | Dont femmes |
| ------- | ----- | ------------------- | -------------------- | --------------- | --------------------- | --------- | --------------- | --------- | ----------- | ----------- |
| 1er     | 1983  | Kjell-Erik Ståhl    | Suède                | 2 h 13 min 33 s | Christa Vahlensieck   | Allemagne | 2 h 33 min 45 s | 1 879     |             |             |
| 2e      | 1984  | Karel Lismont       | Belgique             | 2 h 12 min 50 s | Christa Vahlensieck   | Allemagne | 2 h 38 min 50 s | 3 797     | 3 621       | 176         |
| 3e      | 1985  | Marjan Krempl       | Serbie-et-Monténégro | 2 h 19 min 30 s | Olivia Grüner         | Allemagne | 2 h 45 min 52 s | 4 100     | 3 928       | 172         |
| 4e      | 1986  | Istvan Kerekjarto   | Hongrie              | 2 h 17 min 46 s | Olivia Grüner         | Allemagne | 2 h 38 min 51 s | 5 856     | 5 561       | 295         |
| 5e      | 1987  | Ahmet Altun         | Turquie              | 2 h 13 min 37 s | Angelika Dunke        | Allemagne | 2 h 40 min 59 s | 6 641     | 6 283       | 358         |
| 6e      | 1988  | Ernest Tjela        | Lesotho              | 2 h 12 min 55 s | Janeth Mayal          | Brésil    | 2 h 42 min 34 s | 6 530     | 6 206       | 324         |
| 7e      | 1989  | Herbert Steffny     | Allemagne            | 2 h 11 min 30 s | Janeth Mayal          | Brésil    | 2 h 37 min 04 s | 5 780     | 5 447       | 333         |
| 8e      | 1990  | Steffen Dittmann    | Allemagne            | 2 h 13 min 47 s | Charlotte Teske       | Allemagne | 2 h 33 min 12 s | 6 340     | 5 920       | 420         |
| 9e      | 1991  | Joao Alves de Souza | Brésil               | 2 h 15 min 34 s | Karolina Szabó        | Hongrie   | 2 h 33 min 09 s | 5 624     | 5 310       | 314         |
| 10e     | 1992  | Ivan Uvizl          | Tchéquie             | 2 h 14 min 28 s | Birgit Lennartz       | Allemagne | 2 h 39 min 17 s | 5 074     | 4 670       | 404         |
| 11e     | 1993  | Gidamis Shahanga    | Tanzanie             | 2 h 14 min 28 s | Fatima Neves          | Portugal  | 2 h 39 min 34 s | 4 171     | 3 863       | 308         |
| 12e     | 1994  | Gidamis Shahanga    | Tanzanie             | 2 h 17 min 27 s | Svetlana Kazatkina    | Russie    | 2 h 53 min 45 s | 4 216     | 3 917       | 299         |
| 13e     | 1995  | Zoltan Holba        | Hongrie              | 2 h 18 min 42 s | Karin Steiger         | Allemagne | 2 h 47 min 43 s | 3 626     | 3 311       | 315         |
| 14e     | 1996  | Lars Andervang      | Suède                | 2 h 19 min 11 s | Maria Bak             | Allemagne | 2 h 41 min 56 s | 3 360     | 3 061       | 299         |
| 15e     | 2000  | Michael Kite        | Kenya                | 2 h 09 min 46 s | Elżbieta Jarosz       | Pologne   | 2 h 37 min 34 s | 4 990     | 3 900       | 590         |
| 16e     | 2001  | Andriy Naumov       | Ukraine              | 2 h 13 min 57 s | Valentina Delion      | Moldavie  | 2 h 43 min 41 s | 5 113     | 4 436       | 677         |
| 17e     | 2002  | Jonathan Wyatt      | Nouvelle-Zélande     | 2 h 23 min 19 s | Silke Fersch          | Allemagne | 2 h 46 min 18 s | 7215      | 6 090       | 1 125       |
| 18e     | 2003  | Gemechu Roba        | Éthiopie             | 2 h 19 min 26 s | Silke Fersch          | Allemagne | 2 h 44 min 59 s | 8 400     | 7 137       | 1 263       |
| 19e     | 2004  | Reinhard Harrasser  | Italie               | 2 h 21 min 21 s | Christine Lelan       | France    | 2 h 46 min 18 s | 9 041     | 7 508       | 1 533       |
| 20e     | 2005  | Hermann Achmüller   | Italie               | 2 h 24 min 28 s | Cornelia Firsching    | Allemagne | 2 h 54 min 03 s | 7 465     | 6 146       | 1 319       |
| 21e     | 2006  | Matthias Körner     | Allemagne            | 2 h 21 min 55 s | Carmen Siewert        | Allemagne | 2 h 47 min 22 s | 7 161     | 5 773       | 1 388       |
| 22e     | 2007  | Falk Cierpinski     | Allemagne            | 2 h 25 min 26 s | Cornelia Firsching    | Allemagne | 2 h 56 min 33 s | 6 795     | 5 592       | 1 203       |
| 23e     | 2008  | Steffen Justus      | Allemagne            | 2 h 21 min 38 s | Melanie Hohenester    | Allemagne | 2 h 49 min 20 s | 5 733     | 4 776       | 957         |
| 24e     | 2009  | Maksim Saliy        | Ukraine              | 2 h 28 min 13 s | Luzia Schmid          | Allemagne | 2 h 53 min 16 s | 5 399     | 4 440       | 959         |
| 25e     | 2010  | Andriy Naumov       | Ukraine              | 2 h 18 min 23 s | Bernadette Pichlmaier | Allemagne | 2 h 35 min 28 s | 6 413     | 5 192       | 1 221       |
| 26e     | 2011  | Richard Friedrich   | Allemagne            | 2 h 19 min 27 s | Bernadette Pichlmaier | Allemagne | 2 h 38 min 02 s | 4 772     | 3 901       | 871         |
| 27e     | 2012  | Jan Hamann          | Allemagne            | 2 h 19 min 46 s | Susanne Hahn          | Allemagne | 2 h 32 min 11 s | 6 084     | 4 923       | 1 161       |
| 28e     | 2013  | Frank Schauer       | Allemagne            | 2 h 18 min 56 s | Silke Optekamp        | Allemagne | 2 h 41 min 50 s | 6 465     | 5 207       | 1 258       |
| 29e     | 2014  | Tobias Schreindl    | Allemagne            | 2 h 21 min 47 s | Steffi Volke          | Allemagne | 2 h 44 min 37 s | 7 758     | 6 482       | 1 276       |